# Luzius Keller
Luzius Georg Keller (* 9. Juni 1938 in Zürich) ist ein Schweizer Romanist, Übersetzer und ein Proust-Spezialist.

## Leben und Wirken
Keller studierte Romanistik und Komparatistik in Zürich, Genf und Florenz. Er wurde 1964 bei Georges Poulet an der Universität Zürich promoviert und habilitierte sich 1969 ebendort. Nach einer Assistenz bei Peter Szondi an der Freien Universität Berlin war er ab 1970 ausserordentlicher, später bis zu seiner Emeritierung 2003 ordentlicher Professor für Französische Literatur von der Renaissance bis zur Gegenwart an der Universität Zürich. Daneben nahm er eine Gastprofessur an der Universität Paris VIII wahr. Er ist bekannt als Proust-Übersetzer. Er hat Eva Rechel-Mertens’ Übertragung  von Marcel Prousts Roman Auf der Suche nach der verlorenen Zeit vollständig überarbeitet, teilweise neu übersetzt und mit ausführlichen Anmerkungen versehen.

### Proust-Handbuch
2010 kam sein umfangreiches und von den Feuilletons hochgelobtes enzyklopädisches Handbuch zum Werk Marcel Prousts heraus, eine überarbeitete, aktualisierte und stark erweiterte Fassung des von Annick Bouillaget und Brian C. Rogers herausgegebenen Dictionnaire Marcel Proust von 2004.
Der ungleich grössere Umfang des Buchs belegt die rasche Entwicklung der internationalen Proust-Forschung. Das Buch gibt umfassend Auskunft über Leben, Werk, Wirkung und Deutung von Marcel Proust. Nachzuschlagen sind in über 800 Einträgen sowohl die Orte, in denen Proust gelebt hat – Paris, Auteuil, Illiers, St. Moritz, Evian, Venedig, Cabourg – als auch diejenigen Orte, die als imaginierte – Combray, Balbec, Doncieres – im Roman von besonderer Bedeutung sind. Es gibt Auskunft über Prousts Bekannten- und Freundeskreis, seine Beziehungen zu Autoren, Künstlern und Komponisten, die er kannte oder auf die er sich in seinem Roman bezieht, sowie über die Proust-Rezeption weltweit.

## Schriften

### Monographien
- Piranèse et les romantiques Français. Corti, Paris 1966 (Dissertation).
- Palingene, Ronsard, Du Bartas. Trois études sur la poesie cosmologique de la Renaissance. Francke, Bern 1974 (Habilitationsschrift).
- Proust lesen. Suhrkamp, Frankfurt am Main 1991, ISBN 3-518-38339-6.
- Proust im Engadin. Insel, Frankfurt am Main 1998, ISBN 3-458-16900-8.
- Marcel Proust. La fabrique de Combray. Ed. Zoé, Carouge 2006, ISBN 978-2-88182-572-9.
- Proust et l’Alphabet. Ed. Zoé, Carouge 2012, ISBN 978-2-88182-866-9.
- Proust 1913. Momentaufnahmen mit Rückblenden und Vorausblenden. Hoffmann und Campe, Hamburg 2013, ISBN 978-3-455-50216-9.
- Lire, traduire, éditer Proust. Garnier, Paris 2015, ISBN 978-2-8124-4937-6
- Das Marcel Proust Alphabet. Friedenauer Presse, Berlin 2022, ISBN 978-3-7518-0628-2.

### Übersetzungen
- Marcel Proust: Auf der Suche nach der verlorenen Zeit. Übers. Eva Rechel-Mertens. Revidiert von Luzius Keller. 7 Bände. Frankfurter Ausgabe. Suhrkamp, Frankfurt am Main 1994–2001.
- Quarta lingua quadrophon. Vier Miniaturen von Luzius Keller zu vier rätoromanischen Gedichten und deren Übersetzung ins Deutsche, Französische und Italienische. Hrsg. Urs Engeler. Roughbook, Zürich 2011.
- Pierre Chappuis: «Pleines marges» suivi de «L’Autre, le même». Texte français avec traductions italienne, vallader et allemande en regard. Übersetzungen von Luzius Keller, Marisa Keller-Ottaviano und Rut Plouda. Éditions d’en bas, Lausanne 2017, ISBN 978-2-8290-0546-6.

### Als Herausgeber
- Übersetzung und Nachahmung im europäischen Petrarkismus. Studien und Texte (= Studien zur Allgemeinen und Vergleichenden Literaturwissenschaft, 7) Metzler, Stuttgart 1974, ISBN 3-476-00296-9
- Les avant-textes de „L'épisode de la Madeleine“ dans les cahiers de brouillon de Marcel Proust. Paris, Éditions Jean-Michel Place 1978.
- Marcel Proust Enzyklopädie. Handbuch zu Leben, Werk, Wirkung. Hoffmann & Campe, Hamburg 2009, ISBN 978-3-455-09561-6
- Modern and Contemporary Swiss Poetry: An Anthology. Ed. and with an introduction by Luzius Keller. Dalkey Archive Press, [Champaign, Ill.] 2012, ISBN 978-1-56478-788-0

### Sonstiges
- Unübersetzbar #1, in Literarischer Monat. Das Schweizer Literaturmagazin, No. 33, Juli 2018 (Schwerpunkt: Übersetzen): Pierre Chappuis' ‘Taufdecke‘.